# Xenomyrmex
Xenomyrmex – rodzaj mrówek z podrodziny Myrmicinae.
Opisany został w 1885 roku przez Auguste Forela. W przeszłości klasyfikowany w plemionach Formicoxenini, Myrmicini, Stenammini, Solenopsidini, Archaeomyrmecini, Myrmecinini i Metaponini. W 2015 roku na podstawie analiz filogenetycznych zaliczony został do Crematogastrini przez P.S. Warda i innych. Gatunkiem typowym jest X. stollii.
Mrówki te zasiedlają Amerykę od Meksyku i Florydy po Gujanę i Paragwaj.

## Gatunki
Należą tu 4 opisane gatunki:
- Xenomyrmex floridanus Emery, 1895
- Xenomyrmex panamanus (Wheeler, 1922)
- Xenomyrmex picquarti (Forel, 1899)
- Xenomyrmex stollii Forel, 1885